# 顧言 (嘉靖進士)
顧言（1520年—？），字子行，號西巖，浙江杭州府錢塘縣民籍，仁和縣人，明朝政治人物。

## 生平
嘉靖二十五年（1546年）丙午科浙江鄉試第七十二名舉人，二十六年（1547年）中式丁未科會試第一百六十一名，二甲第五十三名進士。禮部觀政，授工部主事，升員外郎、郎中，出為直隸太平府通判，升臨江府同知，升南京刑部郎中，三十六年（1557年）任惠州府知府，升廣東按察司副使，調四川按察司副使，萬曆元年（1573年）三月升福建布政使司右參政，二年（1574年）六月升雲南按察使，三年（1575年）十二月升雲南右布政使，五年（1577年）正月升貴州左布政使，同年致仕歸里。

## 家族
曾祖顧銘，七品散官；祖父顧文淵，儒官；父顧恩，省祭官。母楊氏（封恭人）。重慶下。